# Slaget vid Huamachuco
Slaget vid Huamachuco var den sista stora konfrontationen av Stillahavskrigen. Det ägde rum den 10 juli 1883 i omgivningen av staden Huamachuco, i departementet La Libertad, Peru. Slaget var en del av Breñakampanjen, som började med att Lima föll i chilenarnas händer i januari 1881.
Efter att ha förföljt den peruanska generalen Andrés Cáceres i bergen attackerade den chilenske arméöversten Alejandro Gorostiaga Cáceresarmén som hade etablerat defensiva befästningar på Cerro Cuyulga. I gryningen den 10 juli genomförde två kompanier av kapten Canales sappörer en spaning på den peruanska arméns positioner. Canales drog sig tillbaka när hans ammunition tog slut, vilket peruanerna utnyttjade för att förfölja honom.
Slaget rasade över hela gränsen. Underlägsna i antal drog sig chilenarna långsamt tillbaka till sitt utgångsläge, trakasserade av de peruanska bataljonerna.
På eftermiddagen flyttade sig Ríosbatterierna till slätten för att skjuta bättre. Gorostiaga, som såg att Ríos var oskyddad, beordrade sitt kavalleri att attackera honom, medan hela infanteriet anföll med dragna bajonetten nerför backen. Den peruanska linjen bröts på flera punkter vilket avgjorde striden.
Cáceres blev tvungen att retirera på grund av brist på krigsförnödenheter.
Efter nederlaget drog Cáceres sig tillbaka till Ayacucho att omorganisera sina styrkor och fortsätta motståndet tillsammans med överste Justo Pastor Dávila.

## Epilog

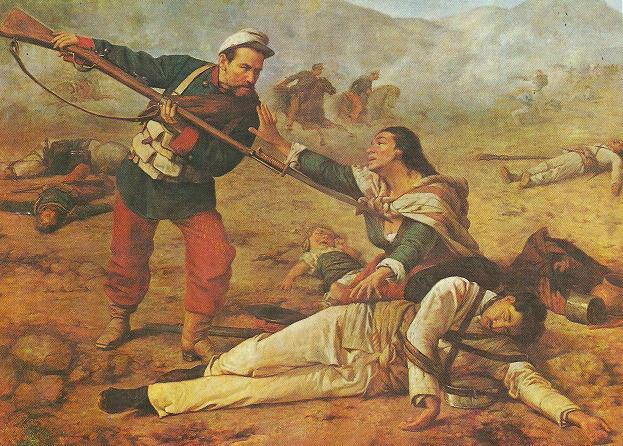
Efter slaget blev sårade och tillfångatagna peruaner avrättade.

Peruanerna förlorade 800 man - nästan en tredjedel av sina styrkor - inklusive ett stort antal officerare. Bland de döda fanns general Pedro Silva, stabschef överste Manuel Tafur och cheferna för de fyra avdelningarna: Germán Astete, Manuel Cáceres, Juan Gastó och Máximo Tafur. Dessutom dödades eller avrättades många efter slaget, däribland en av Perus största hjältar, överste Leoncio Prado, eftersom han inte höll sitt löfte att hålla sig utanför kriget. Men general Cáceres, som skadades, lyckades fly och undvika att fångas. Kampen satte ett definitivt stopp för allt ytterligare peruanskt motstånd, och Ancónfördraget, som skulle avsluta kriget, undertecknades bara tre månader senare, den 20 oktober 1883.
Den chilenska segern möjliggjorde inrättandet av den en regering under Miguel Iglesias i Lima. I och med denna konfrontation avslutades de mer relevanta militära aktionerna under Stillahavskriget.
Den här artikeln är helt eller delvis baserad på material från spanska Wikipedia.